# Koro
Koro es una isla volcánica de Fiyi que conforma el archipiélago de Lomaiviti. El mar de Koro lleva el nombre de la localidad, que es una de cadena de conos de ceniza de basalto, la cual se extiende de norte a sur. Con un área de 108,9 km² es la sexta mayor isla de Fiyi. En 2007 su población era de cerca de 4500 habitantes, en catorce poblados. Un servicio de ferry lo conecta dos veces a la semana con la capital Suva, así como con Vanua Levu al norte.